# Fritz Michaelis (Widerstandskämpfer)
Fritz Otto Franz Michaelis (* 4. Januar 1897 in Neu-Weißensee bei Berlin; † unbekannt, nach Februar 1949) war Polizeibeamter und Widerstandskämpfer gegen das NS-Regime.

## Leben
Der Arbeitersohn Michaelis arbeitete nach dem Besuch der Volksschule in den Jahren 1910 bis 1913 als Bürobote im Reichspatentamt. Es folgten Anstellungen als Hilfsarbeiter in der Reichsdruckerei (1913–1915), als Helfer bei der Reichspost und danach als Hilfsarbeiter in der „Buchdruckerei Sittenfeld“. Am 1. Mai 1917 wurde er zum Wehrdienst eingezogen. Bis zum November 1918 diente er als Soldat. Die dabei gemachten Erfahrungen scheinen ihn dermaßen politisiert zu haben, dass er nach Verlassen der Armee noch 1918 der SPD beitrat.
Am 12. September 1921 trat Michaelis seinen Dienst bei der Schutzpolizei an und dem im selben Jahr gegründeten „Preußischen Polizeibeamtenverband“ bei. Diese gewerkschaftliche Organisation für Landespolizisten schloss sich im Februar 1923 mit dem „Verband der Polizeibeamten Preußens“ zum „Verband Preußischer Polizeibeamten e. V.“ zusammen. Den Vorsitz übernahm Ernst Schrader, weshalb dieser Verband auch als „Schrader-Verband“ bekannt wurde. Interne Querelen führten 1925 dazu, dass sich eine unzufriedene Gruppe eher „links“ stehender Mitglieder unter Führung Betnarecks abspaltete und den „Allgemeinen Preußischen Polizeibeamtenverband“ – ebenfalls nach seinem Vorsitzenden auch als Betnareckverband bezeichnet – gründete. Auch Fritz Michaelis gehörte zu den Beamten, die in den neuen Verband wechselten.
Am 19. November 1932 schied er als Polizeioberwachtmeister aus dem Dienst aus und arbeitete bis 31. August 1933 als Stadtassistent beim Magistrat von Groß-Berlin. Anschließend war er zeitweilig als Kontrolleur der Spandauer Wachgesellschaft auf dem Berliner Messegelände tätig.

## Widerstand
Nach der Machtübernahme der Nationalsozialisten war Fritz Michaelis illegal im Widerstand aktiv. Er verteilte Flugschriften und andere Materialien von SPD und KPD, was eine Besonderheit darstellte, da der Großteil der Widerstandsaktivisten nur für eine der beiden Parteien arbeiteten. Er war außerdem in mindestens zwei Widerstandskreise eingebunden.
Einerseits gehörte er zur Gruppe ehemaliger Mitglieder von SPD und Reichsbanner um den Berliner Eisenbahngewerkschafter Albert Schmidt. Dieser hielt u. a. in seiner Gartenlaube in der Kolonie „Roseneck“ konspirative Treffen ab und war in das Widerstandsnetzwerk um das ehemalige Vorstandsmitglied des EdED Hans Jahn eingebunden.
Andererseits war Michaelis in der Widerstandsgruppe „Deutsche Volksfront“ aktiv und fungierte unter dem Decknamen „Alexander“ als Verbindungsmann zur Sopade, dem Prager Exilvorstand der SPD. Dem ersten Treffen dort, im November 1934, folgten (mindestens) drei weitere im Mai, August und November 1936. Im Frühjahr 1937 nahm er u. a. gemeinsam mit Anton Ackermann, Karl Siegle, Hans Seidel und Otto Brass an einer Besprechung beim Parteivorstand der Sopade in Prag teil, um dort über den illegalen Widerstand in Deutschland zu berichten und für die Zusammenarbeit mit den Kommunisten einzutreten. Bei der anschließenden Konferenz wurde mit zahlreichen weiteren anwesenden Sozialdemokraten und Kommunisten das weitere Vorgehen besprochen, wobei es durchaus Differenzen zwischen Michaelis, Brass und anderen Mitgliedern der Gruppe gab.
Fritz Michaelis, der über seine Verbindungen zur KPD auch an einer Reise in die UdSSR teilnahm, wurde später u. a. von Otto Brass verdächtigt, als Spitzel für die Nazis fungiert zu haben. Dass da nicht allzu viel wahres dran war, dürfte vor allem die lange Haftzeit von Michaelis belegen. Allerdings war er höchstwahrscheinlich als Beauftragter der Kommunisten in der SPD aktiv.
Am 10. Oktober 1938 wurde Fritz Michaelis durch die Gestapo verhaftet; saß ab 9. Dezember 1938 im Gerichtsgefängnis Berlin-Charlottenburg in Untersuchungshaft. Am 31. Mai 1939 wurde gegen Fritz Michaelis und andere vor dem Volksgerichtshof Anklage wegen „Vorbereitung zum Hochverrat“ erhoben. Neben Hans Seidel und Karl Siegle verurteilten die Richter Michaelis am 29. September 1939 zu fünf Jahren Zuchthaus – der höchsten Strafe des Prozesses. Nach der Haftverbüßung in der Zuchthäusern Brandenburg-Görden, Coswig und Hamburg-Fuhlsbüttel verschleppten ihn die Nazis in die Konzentrationslager Mauthausen und Sachsenhausen, wo er im April 1945 befreit wurde.

## Nachkriegsschicksal
Nach dem Ende des Zweiten Weltkrieges und seiner Befreiung aus dem KZ kehrte Fritz Michaelis nach Berlin zurück. Hier wurde er im Februar 1949 unter bisher ungeklärten Umständen verhaftet und durch die sowjetischen Besatzungsmächte verschleppt. Sein weiteres Schicksal ist bis heute ungeklärt.
Er hinterließ seine Frau Hedwig geb. Kraut, mit der er seit 1924 verheiratet war.